# Élections législatives néo-zélandaises de 1987
Les élections législatives néo-zélandaises de 1987 ont lieu le 15 août 1987 pour élire 97 députés de la Chambre des représentants.